# Neuroarthistory
Neurohistoria sztuki (ang. Neuroarthsitory) – nowa perspektywa badawcza stworzona przez emerytowanego profesora Uniwersytetu Wschodniej Anglii, Johna Oniansa.

## Pochodzenie terminu
Aby rozumieć czym jest nowe podejście do analizy obrazu konieczne jest poznanie kontekstu, w jakim powstawał. Swoją pionierską książkę, Neuroarthsitory: From Aristotle and Pliny to Braxandall and Zeki (Onians 2008), Onians dedykuje „historykom sztuki przyszłości, którzy będą mieli odwagę być także neurohistorykami sztuki”. Dedykacja ta jest znacząca w kontekście innowacyjności, metody ujmującej współczesny dorobek nauk, takich jak: kognitywistyka, neuroestetyka, neurofizjologia itd. Ważną informacją jest także to, że Onians swoją perspektywę tworzył przy udziale Semira Zekiego uznanego neurofizjologa i fundatora neuroestetyki.
Ten słynny historyk sztuki znany jest głównie z redakcji monumentalnego Atlasu Sztuki Świata (Onians 2004). Cenione jest także jego rewolucyjne podejście do historii sztuki wyrażające się, między innymi, w programie badawczym prowadzonego przez niego Instytutu Sztuki Świata (Onians 2004), a nie Instytutu Historii Sztuki, jak jest to przyjęte w wielu placówkach naukowych na świecie. Program neuroarthistory jest najnowszym pomysłem uznanego naukowca i jednocześnie najbardziej awangardowym. W szerszym kontekście mieści się on w zauważalnej w humanistyce tendencji do „kognitywizacji wielu problemów rozwiązywanych do tej pory za pomocą środków tradycyjnej humanistyki i nauk społecznych” (Przybysz 2006, 321). Właśnie ta tendencja była inspiracją do opisania nowych narzędzi analizy dzieł sztuki wykorzystujących odkrycia neurofizjologów. Onians zafascynowany budową mózgu i ośrodka wzrokowego wspomina takie nauki, jak: neuromuzykologia, neuroestetyka, neuroetyka (Onians 2008, 5).
„Neurohistoria sztuki nie jest teorią, ale podejściem [approach]. Jej funkcja definiowana jest jako gotowość do użycia wiedzy neuronaukowej w celu odpowiedzi na pytania, które historycy sztuki mogą chcieć zadać” (Fernie 2008). Uważa on również, że:
„historycy sztuki zawsze wiedzieli, że zarówno tworzenie i przeżywanie sztuki opiera się na mózgu, ale rzadko zadawali sobie pytanie, jak ów mózg działa. Neurohistoryk sztuki (Neuroarthistorian) to ktoś, kto właśnie to robi, wykorzystuje wszystkie narzędzia używane przez innych historyków sztuki, ale także korzysta z dodatkowego narzędzia – neurologii, aby zrozumieć wszystkie aspekty tworzenia i procesy widzenia. Dzisiaj, w obliczu zalewu nowej wiedzy w tej dziedzinie powinniśmy dopuścić myśl, że nasze rozumienie sztuki może być przekształcone.”
Definicja ta pokazuje jak bardzo Onians otworzył się na nową perspektywę, pamiętając jednocześnie o swojej przynależności do środowiska historyków sztuki. Mając to jednak na uwadze, wymienia liczną grupę historyków sztuki podejmujących podobne próby do jego działań. Onians jednym tchem wymienia Horsta Bredekampa, Oliviera Elbsta i Davida Freedberga. Pisze również o badaczach, których utożsamia ze swoimi teoriami. Jako przykład podaje przede wszystkim Ernsta Gombricha, który zwykł stwierdzać: „(…) moje podejście jest zawsze biologiczne” (Gombrich 1992, 133). Oświadczenie to nie przesądzało jednak o negatywnym podejściu Gombricha do teorii Ramachandrana (Gombrich 2000, 17). Dalej pisze Onians o uczniu Gombricha, Baxandallu, jako pierwszym historyku sztuki, który użył ilustracji struktur neuronalnych. Podkreśla zarazem, że jego wiedza o neuronalnym wyposażeniu (neuronal eqipment) była niewielka (Onians 2008, 8). Dzieło Oniansa kompetentnie i szeroko omawia kwestię wyposażenia neuronalnego.

## Nowa metoda
Pierwszym krokiem twórcy neurohistorii sztuki ma być analiza twórczości postaci piszących o sztuce. Onians wykonuje analizę z perspektywy neuronalnej, wzorując swoje podejście na tym, co o artystach pisał Zeki. Dla badacza Arystoteles, Pliniusz, Leonardo da Vinci, Marks, Kant, Hoghart itd. to nieświadomi neurobiolodzy. Nieświadomość ta dotyczy wpływu odkrytych przez współczesną neurobiologię mechanizmów na kształtowanie się poszczególnych postaci. Badacz zwraca uwagę na znaczenie codziennego doświadczenia w kształtowaniu się postaw badawczych poszczególnych uczonych. Twierdzi, że „główna siła neurohistorii sztuki to zdolność do rekonstrukcji tego, co nieświadomie formowało intelekt twórców, użytkowników i widzów” (Fernie 2008). Istotny jest tutaj nacisk położony na znaczenie doświadczenia wizualnego, czyli otoczenia konkretnych badaczy. W kolejnych przykładach analizuje on kwestie prymatu konceptualnego i werbalnego doświadczenia nad tym, co postrzegane jest zmysłami (Por. Salah, Salah 2008, 120). Dalej twierdzi on, że historia sztuki przez wiele lat zbudowała dużą ilość metod, aby zgłębić to, co w warstwie świadomej kształtowało umysły piszących o sztuce. Nowa perspektywa ma skupiać się
(…) na tym, co unikalnego jest w ich [piszących o sztuce] doświadczeniu, szczególnie doświadczeniu wizualnym i sugerować kierunki, w których doświadczenia te mogły mieć wpływ na tworzenie się wyposażenia neuronalnego, które z kolei mogło determinować – mieć wpływ na głoszone przez nich idee (Onians 2008, 14).
W polu zainteresowań Oniansa nie leży badanie umysłu twórców, ale orzekanie o tym, co miało wpływ na ich mózg. Twierdzi on, że wiedza o czyimś umyśle daje nam zrozumienie podstaw jego osiągnięć. Jeśli natomiast zyskamy wiedzę na temat
„(...) organicznego, żyjącego mózgu z jego mnóstwem neuronów, niezliczonymi połączeniami tworzącymi się i zamierającymi pod wpływem całości indywidualnego doświadczenia zarówno świadomego, jak i nieświadomego, zyskamy dużo bogatszą i bardziej elastyczną ramę do określenia pełnego zakresu czynników mogących mieć wpływ na indywidualne zachowanie podczas życia artysty. Podejście to oferuje również potencjalnie bardziej wymagającą i satysfakcjonującą podstawę do odpowiedzi na każde pytanie, jakie możemy zadać na ich [twórców] temat (Fernie 2008).”
Podejście to zakłada zaangażowanie w analizie określonych twórców dodatkowej zmiennej, jaką miałaby być analiza nieświadomych czynników, które miały na nich wpływ. Onians kładzie nacisk na tożsamość i indywidualność. Twierdzi, że analiza neuronalna pozwoli wydobyć te najbardziej podmiotowe dla każdego omawianego badacza cechy. Z tego przekonania bierze się pewność, iż tego typu analizy są pełniejsze, a zatem lepsze od analiz tradycyjnych. Badacz nazywa omawianych przez siebie pisarzy neuronalnymi podmiotami (neuronal subjects). Tym pojęciem chce zwrócić uwagę na wielość doświadczeń każdej z opisywanych przez siebie postaci. Twierdzi on także, że koncepcja podmiotowości opartej tylko na doświadczeniu tekstu może być dziś postrzegana jako dysfunkcyjna. Podaje konkretne przykłady.
„(…) Charles-Louis de Secondat, dla którego czynnikiem krytycznym stojącym za jego odkryciem znaczenia klimatu dla ekologii może być jego doświadczenie jako właściciela winnicy. W przypadku podobnego postrzegania problemu przez Jana Ruskina, krytycznym czynnikiem może być obserwacja jego ojca – handlarza win. Kilku spośród autorów, których omawiam to synowie lekarzy lub ludzi praktykujących anatomię. Kilku wydaje się zawdzięczać swoje oryginalne pomysły podróżom. W każdym przypadku, myśl o mózgu jako fizycznym organie pomaga nam zrozumieć, w jakim stopniu nawet na największe intelekty decydujący wpływ miały okoliczności ich życia (Fernie 2008)”.
Przykłady te to tylko wstęp do zaprezentowanego w książce opracowania aż dwudziestu pięciu myślicieli o różnych profesjach i narodowościach. Rodzi się zatem pytanie, skąd u Oniansa tak głębokie przekonanie o znaczeniu doświadczenia wizualnego. We wstępie do swojej książki przywołuje on kilka znanych neurobiologii zjawisk: neurony lustrzane, charakterystykę mózgu wzrokowego i, najistotniejszy, neuroplastyczność. Z tych wszystkich najistotniejsza wydaje się ta ostatnia. Badacz ten bowiem w taki sposób wypowiada się o tej wyjątkowej zdolności naszego umysłu:
„Podstawową ideą neuroplastyczności jest to, że połączenia pomiędzy komórkami nerwowymi lub neuronami w naszych mózgach są zdolne do powstawania lub obumierania w odpowiedzi na nasze zmienne doświadczenia. Ponieważ wszyscy mamy różne doświadczenia, każdy z nas ma inaczej skonfigurowaną sieć neuronową, i, w rezultacie, mamy różne możliwości i skłonności. Na przykład jeśli patrzymy z uwagą na konkretny obiekt, zaangażowana w ten proces sieć wizualna zostanie wzmocniona, co daje nam skłonność do patrzenia na obiekty o tych samych właściwościach. Oznacza to, że im więcej wiemy o tym, jakie bodźce wizualne otaczały daną osobę (nie ma znaczenia czy jest to stworzony przez człowieka obiekt, czy element krajobrazu, flory lub fauny), tym bardziej będziemy świadomi tego, jakie nieświadome preferencje mogły mieć wpływ na wszelkie związane z jego sztuką działalności. To pozwala odtworzyć aspekty umysłu twórców, mecenasów i widzów, których wcześniej nie znaliśmy (Fernie 2008)”
Zarówno w książce badacza, jak i w jego licznych wypowiedziach widoczne jest ogromne znaczenie, jakie przywiązuje on do tego właśnie mechanizmu. Podczas wykładu w The Royal Institution of Great Britain podaje on pewien barwny przykład wydarzenia z lat sześćdziesiątych mającego miejsce w jednym z angielskich oceanariów. Pewien zwiedzający podszedł do szyby, za którą znajdowały się delfiny ze swoimi małymi. Ów dżentelmen pykał fajkę stojąc przed szybą, a zainteresowany tym zjawiskiem mały delfin postanowił podpłynąć, aby się przyjrzeć. Po chwili analizy wrócił do matki, od której wyssał mleko, by powrócić do dżentelmena i pyknąć w jego stronę mlekiem dokładnie tak, jak on uczynił do uprzednio z fajką. Przykład ten może wydawać się nieco niepoważny, jednak Onians wyciąga z niego daleko idące wnioski. Twierdzi on, że mały delfin nie tylko naśladował zachowanie mężczyzny, ale także przewidywał efekt swoich działań. Ta krótka historia ma być ilustracją zjawiska neuroplastyczności, co więcej, dla twórcy neuroarthistory przyczynkiem do określenia genezy architektury rzymskiej. Onians porównuje architekturę rzymską i grecką wskazując na oczywistą różnicę, która wynikać ma ze środowiska, w jakim budowniczowie dorastali i żyli. Odnosi on wprost pagórkowaty krajobraz Rzymu do charakterystycznych dla jego architektury trójkątnych naczółków.

## Krytyka
Neurohistoria sztuki nosi w sobie znamiona projektu totalnego, ujmującego w sobie dotychczasowe metody analizy i interpretacji obrazów oraz zaawansowany warsztat pracy neurofizjologa. Jak każdy tego typu pomysł narażony jest na krytykę zarówno środowisk reprezentujących historyków i krytyków sztuki, jak i przedstawicieli nauk przyrodniczych. Autor, świadomy ryzyka, już we wstępie do swojej książki odpiera zarzut determinizmu biologicznego. Wskazuje on, że okres powojenny przyczynił się do stygmatyzacji biologicznej perspektywy, czego świetnym przykładem są wczesne prace Gombricha, który, w kontekście determinizmu, wspomina o eugenice (Gombrich 1981, 105). Onians stwierdza, że „musimy po prostu nauczyć się być inteligentnymi w naszym determinizmie” (Onians). Kolejnym zarzutem jest redukcja statusu „wielkiego dzieła sztuki” do, postrzeganego przez te same mechanizmy, doświadczenia codziennego. Onians przywołuje przykład badań Zekiego nad preferencją estetyczną, a konkretniej nad tym, czym jest „dobre” dzieło sztuki. Zeki pisze o obrazach geometrycznych Mondriana porównując je do ułożonych na chodniku kostek brukowych. Takie porównania budzą sprzeciw niektórych historyków sztuki, czemu dał wyraz, między innymi, John Hyman w swoim artykule Art and Neuroscience (Hyman, 245-263). Ogromna (coraz większa) liczba zmiennych dających się opisać i mogących mieć znaczenie dla końcowej analizy, wymaga od jej twórców zdrowego dystansu do panującego porządku sztuki, co więcej, wymaga gotowości, aby ten porządek zmienić.